# Jüdischer Friedhof Creglingen

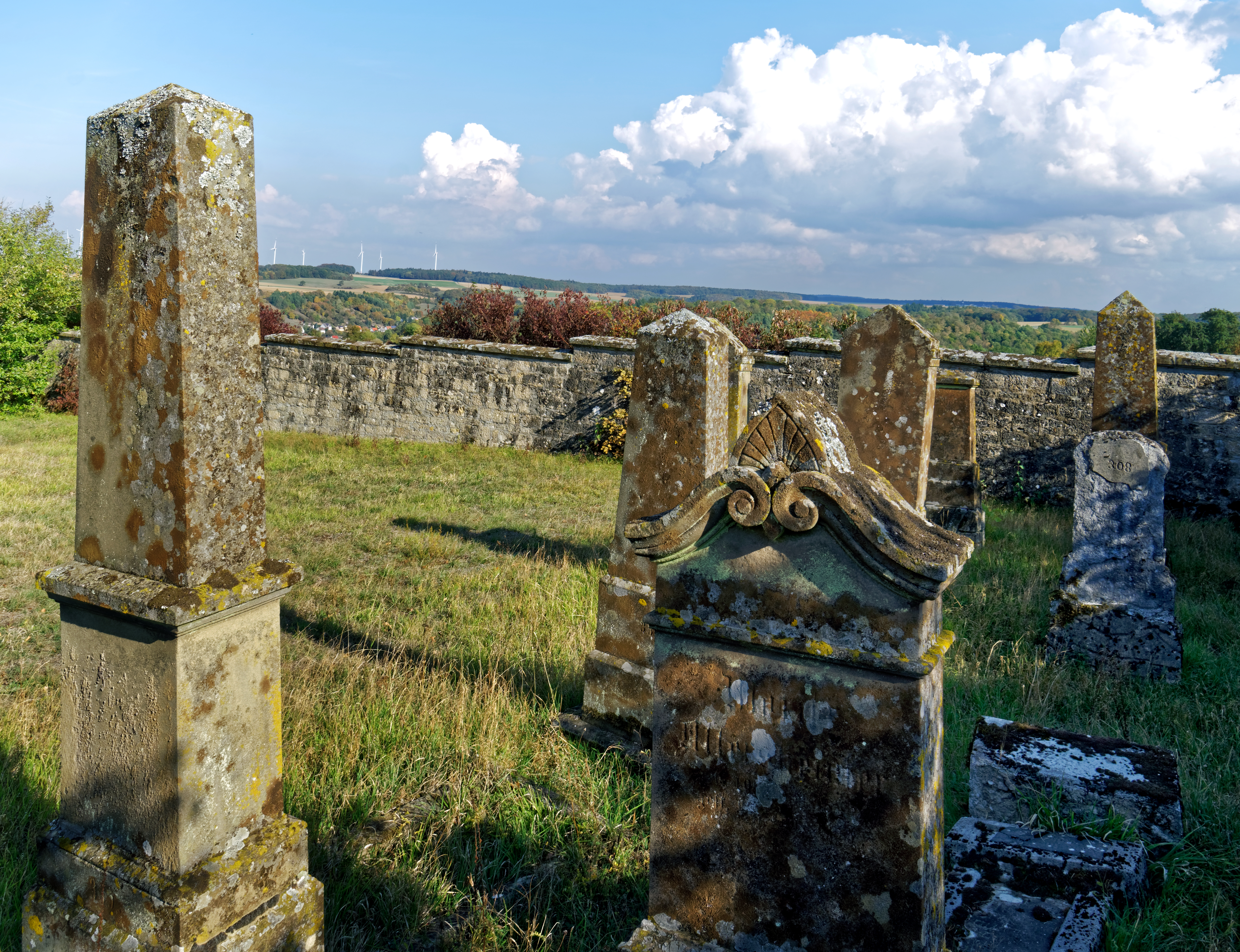
Der Jüdische Friedhof in Creglingen

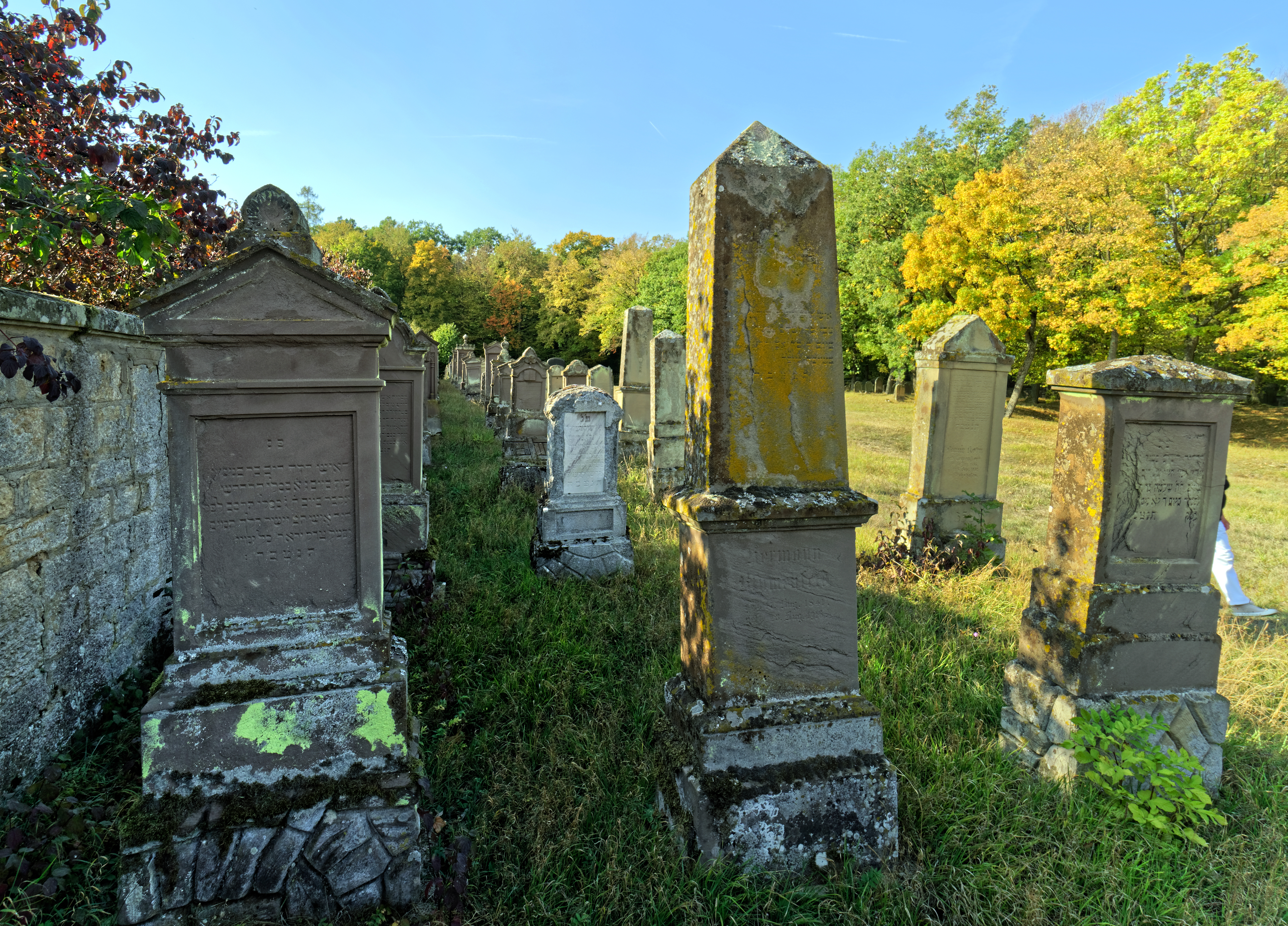
Der Jüdische Friedhof in Creglingen

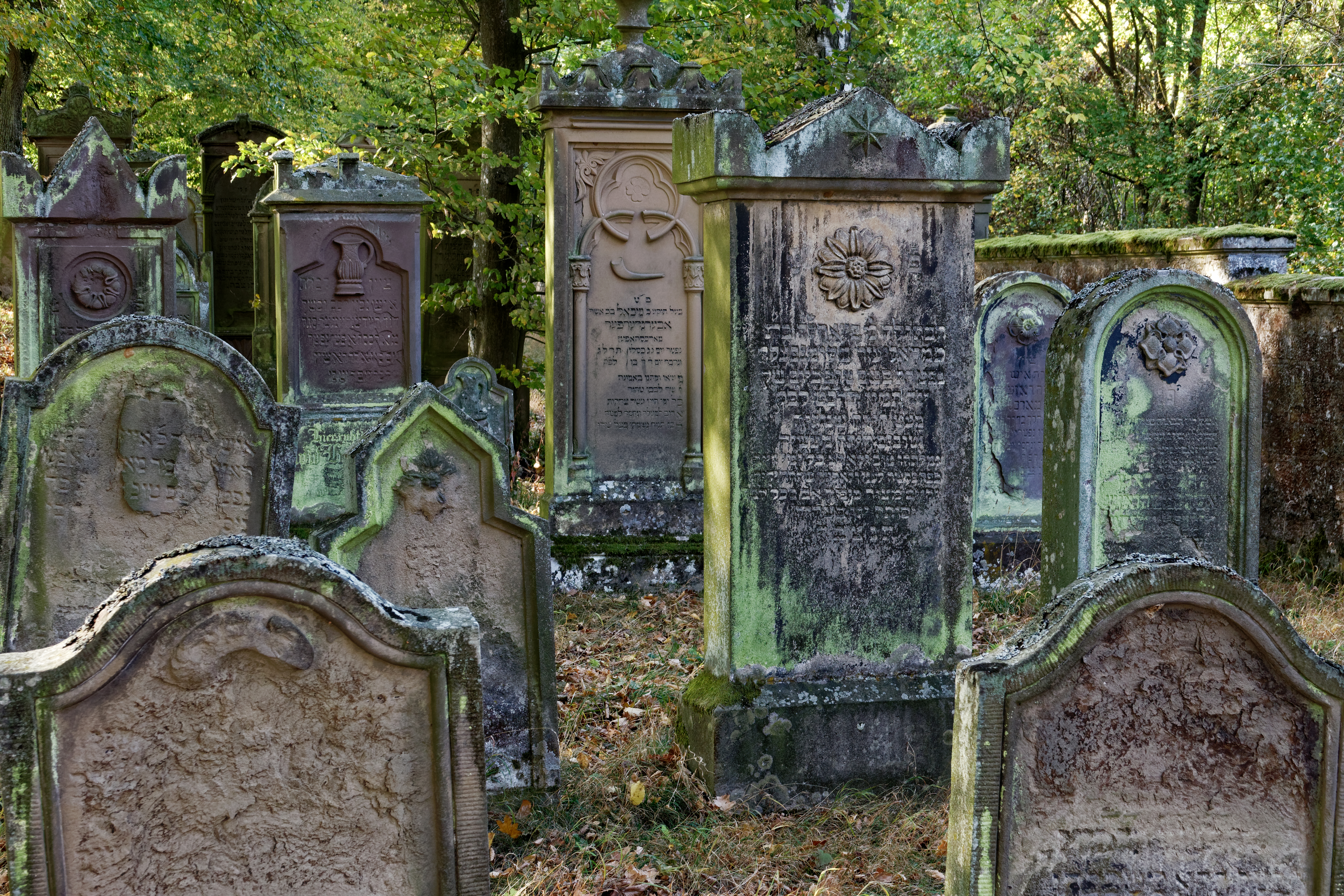
Detailansicht

Der Jüdische Friedhof von Creglingen, einer Stadt im Main-Tauber-Kreis im nördlichen Baden-Württemberg, diente bis in die 1930er Jahre als Bestattungsplatz für die jüdischen Gemeindemitglieder in Creglingen und Umgebung. Der jüdische Friedhof ist ein Kulturdenkmal der Stadt Creglingen.

## Geschichte

### Jüdische Gemeinden in Creglingen und Umgebung
Im Stadtgebiet lebende Juden gab es bei der jüdischen Gemeinde Creglingen und der benachbarten jüdischen Gemeinde Archshofen erstmals im Mittelalter und dann wieder seit dem 16./17. Jahrhundert. In beiden Orten wurden auch Synagogen errichtet. Um die Mitte des 19. Jahrhunderts erreichte die jüdische Gemeinde in Creglingen mit etwa 130 Personen ihre höchste Mitgliederzahl, 1933 hatte Creglingen noch 73 jüdische Einwohner. Am 25. März 1933 wurden die Mitglieder der jüdischen Gemeinde Creglingen von einer auswärtigen SA-Terrorgruppe unter dem Kommando des Heilbronners Fritz Klein zusammengetrieben. Sechzehn Männer wurden auf dem Rathaus schwer misshandelt, zwei davon, Hermann Stern und Arnold Rosenfeld, starben an den brutalen Schlägen. Der Würzburger Professor Horst F. Rupp schreibt: Gäbe es eine Namensliste der über 6.000.000 ermordeten Juden, Hermann Stern und Arnold Rosenfeld stünden ganz oben als erste Opfer der Shoa. Mindestens Hermann Sterns Grab ist auf dem Creglinger jüdischen Friedhof erhalten geblieben; auch Arnold Rosenfeld wurde dort bestattet. In Lion Feuchtwangers Roman Die Geschwister Oppenheim, in dem der Vorfall geschildert wird, ist Stern in Berg umbenannt worden.

### Friedhofsanlage
Der im 17. Jahrhundert angelegte jüdische Friedhof liegt etwa einen Kilometer von Creglingen entfernt. Er diente als Bestattungsort für Juden aus Creglingen, Archshofen – die Gemeinde kaufte sich 1847 in den Friedhof ein –, Craintal, Allersheim, Waldmannshofen, Hechingen und Welbhausen. Von der Mitte bis zum Ende des 19. Jahrhunderts wurde der Friedhof offenbar allmählich um einen südlichen Teil erweitert; zwischen dem hügeligen Nordteil, der wohl in mehreren Lagen belegt und aufgeschüttet wurde, und dem jüngeren Südteil liegt eine freie Rasenfläche. Die erste Bestattung auf dem Südteil fand 1890 statt. Bis 1930 wurden dort 91 Gräber belegt; die letzte Bestattung fand 1939 statt. Nach der Erweiterung des Friedhofs und der Gründung eines Friedhofsvereins im Jahr 1879 wurde 1892 eine steinerne Einfriedung nach den Plänen des Architekten Johann Wendelin Braunwald um den Friedhof gezogen, der vorher nur durch einen Lattenzaun eingefasst gewesen war. 1943 wurde der Friedhof zwangsweise an die Stadt Creglingen verkauft; es kam zu verschiedenen Schändungen. Im Jahr 1998 wurde eine Tafel zur Erinnerung an die Opfer des Nationalsozialismus an der Umfassungsmauer angebracht. 2001 ging er per Schenkung in den Besitz der Israelitischen Religionsgemeinschaft Württembergs über.
Die Grabsteine auf dem älteren Nordteil bestehen großenteils aus Sandstein. Der wohl älteste Grabstein mit noch lesbarer Inschrift stammt aus dem Jahr 1696 und bezeichnet das Grab eines Eisik Jizchak ben Mosche. Eine erste Inventarisierung führte der Oberlehrer Josef Preßburger 1930 durch. Er zählte 341 Grabsteine, deren Inschriften er noch entziffern konnte, und zahlreiche weitere mit unlesbaren Inschriften. 1997 wurden die Grabsteine neu katalogisiert.